# Le Rayon vert
Le Rayon vert és una pel·lícula francesa del 1986 dirigida per Éric Rohmer que forma part de la sèrie "Comèdies i proverbis" (Comédies et proverbes), de la qual el film n'és la cinquena part. Amb aquesta entrega Rohmer va guanyar el Lleó d'Or al Festival Internacional de Cinema de Venècia. El títol de la pel·lícula fa referència a la novel·la homònima de Jules Verne.

## Argument
Delphine és una jove que viu a París guanyant-se la vida com a secretària. L'estiu s'acosta i Delphine ja ha planejat unes vacances a Grècia amb la seva amiga Sylvie. Això no obstant, al darrer instant l'amiga es fa enrere i deixa plantada a Delphine, que no sap què fer amb les seves vacances. Com que a ella no li agrada viatjar sola descarta de seguida marxar cap a Grècia. Els amics la inviten aleshores a passar les vacances a Normandia i als alps francesos, propostes que no la convencen perquè a ella no li agraden ni el mar ni la muntanya.
Les vacances de Delphine esdevenen el tema entorn del qual giren de sobte les converses del seu cercle d'amistats, que s'interessen i es preocupen per la melancòlica i desorientada Delphine, la qual d'ençà que va posar fi a la seva darrera relació sentimental que no troba l'equilibri i l'estabilitat que la seva vida necessita. Ella és una jove idealista i romàtica que contínuament rebutja uns pretendents que no li acaben de fer el pes, perquè està convençuda de trobar un amor platònic que no acaba d'arribar mai.
Després de contínues insistències de les seves amigues, Delphine accepta finalment estiuejar a Biarritz, a casa de la família d'una amiga. Però un cop allà, perduda entre l'alegre i eufòric clima estiuenc de la ciutat, Delphine només aconsegueix submergir-se més en el seu pou de solitud. Una tarda, tot passejant, escolta la interessant conversa d'un grup d'amics que parlen de Le Rayon vert, una novel·la de Jules Verne. El raig verd al qual el llibre fa referència és producte d'un efecte òptic pel qual el darrer raig del sol abans de pondre's pren aquest color.
Delphine està decidida a abandonar ja Biarritz, quan a l'estació coneix a un nou pretendent que la ronda i la invita a anar a Donibane Lohizune. Indecisa i escèptica com d'habitud, aquest cop accepta la proposta, amb la gran fortuna per a la parella que arribats a la ciutat la providencial senyal de futur i esperança que la jove idealista tan tossudament havia perseguit se li revela per fi: el raig verd de la posta de sol.

## Repartiment
- Marie Rivière: Delphine
- Sylvie Richez: Sylvie
- Eric Hamm: Edouard
- Vincent Gauthier: Jacques
- Basil Gervaise: avi
- Béatrice Romand: Beatrice a París

## Premis
Amb la pel·lícula Le Rayon vert Éric Rohmer va aconseguir guanyar el Lleó d'Or al Festival Internacional de Cinema de Venècia. Així mateix, la pel·lícula va guanyar també el Premi FIPRESCI.